# Силвер Риџ (Њу Џерзи)
Силвер Риџ (енгл. Silver Ridge) насељено је место без административног статуса у америчкој савезној држави Њу Џерзи.

## Демографија
По попису из 2010. године број становника је 1.133, што је 78 (-6,4%) становника мање него 2000. године.
| Група             | 2000.         | 2010.         |
| Белци             | 1.188 (98,1%) | 1.069 (94,4%) |
| Афроамериканци    | 4 (0,3%)      | 16 (1,4%)     |
| Азијати           | 3 (0,2%)      | 4 (0,4%)      |
| Хиспаноамериканци | 15 (1,2%)     | 38 (3,4%)     |
| Укупно            | 1.211         | 1.133         |